# Josef Burgmeier
Josef Burgmeier (* 4. April 1844 in Grenchen; † 29. September 1905 in Aarau) war ein Sänger und Musiker aus dem Kanton Aargau.

## Leben
Josef Burgmeier ist ein Sohn eines aus Süddeutschland eingewanderten Schreiners. Er brachte sich selber als Autodidakt die Beherrschung mehrerer Musikinstrumenten bei. Damals war er schon in seiner engeren Heimat ein beliebter Volksmusikant.

## Karriere
1867 wurde er als Gesangslehrer der Bezirksschule sowie der Aargauischen Kantonsschule nach Aarau eingestellt, ohne jedoch fertig ausgebildet zu sein. Ab 1869 übernahm Josef Burgmeier die Direktorenstelle der Stadtmusik, den Organistendienst an der reformierten Stadtkirche und 1873 die Gesanglehrerstelle am Aargauischen Lehrerinnenseminar (heute Neue Kantonsschule Aarau). Berühmt war er für seine außergewöhnlich gewaltige und mitreissende Stimme. Er war einer der ersten, dessen Stimme auf Platten aufgenommen wurde.
Burgmeier war mit Elise, geborene Kieser (1852–1907), verheiratet. Ihre älteste Tochter war die Sängerin Lisa Burgmeier, ihr Sohn der Maler Max Burgmeier.